# Megachile frankieana
Megachile frankieana är en biart som beskrevs av Lynn R.G. Raw 2006. Megachile frankieana ingår i släktet tapetserarbin, och familjen buksamlarbin. Inga underarter finns listade i Catalogue of Life.